# Wolfsheim (zespół muzyczny)
Wolfsheim – niemiecki zespół muzyczny założony w 1987 roku przez Markusa Reinhardta oraz Pompejo Riccarda.
Wolfsheim reprezentuje nurt szeroko rozumianego synth popu (prosta, melodyjnie zaaranżowana muzyka wykonywana na syntezatorach) Po kilku zmianach personalnych w zespole pozostali Peter Heppner - wokalista, autor tekstów oraz Markus Reinhardt - kompozytor.
Grupa zadebiutowała w 1991 roku utworem „The Sparrows and the Nightingales”, a rok później ukazała się pierwsza płyta „No Happy View”. Peter Heppner jest osobą bardzo aktywną muzycznie. Współpracuje z Schillerem oraz Joachimem Wittem.
Pod koniec 2005 roku Peter Heppner podpisał z wydawnictwem Warner Music kontrakt na wyłączność na wydanie kilku jego solowych płyt. W związku z zaistniałą sytuacją, drugi z członków zespołu uznał ten krok za zakończenie współpracy pod szyldem Wolfsheim, ale także za złamania kontraktu obowiązującego zespół (czyli dwie osoby), na nagranie kolejnej płyty. W 2008 roku rozpoczął się proces sądowy mający ustalić dalsze losy obydwu kontraktów.

## Dyskografia

### Dema
- 1989 Any but pretty
- 1988 Ken manage

### Albumy
- 2003 Casting Shadows
- 1999 Spectators
- 1997 Hamburg-Rom
- 1996 Dreaming Apes
- 1995 55578
- 1993 Popkiller
- 1992 No Happy View

### Single
- 2004 Blind - piosenka do filmu Erbsen auf Halb Sechs
- 2003 Find You're Here
- 2003 Kein zurück
- 1999 Sleep Somehow
- 1999 Künstliche Welten
- 1998 It's Hurting for The First Time - piosenka do filmu Liebe Deine Nächste
- 1998 Once In a Lifetime
- 1996 A New Starsystem Has Been Explored
- 1995 Closer Still
- 1994 Elias
- 1993 Now I Fall
- 1992 Thunderheart
- 1992 It's Not Too Late
- 1991 The Sparrows And The Nightingales

## Wideografia
- 2002 Kompendium